# Jim Denevan
Jim Denevan (né en 1961) est un artiste américain qui crée du land art temporaire. Il est aussi le créateur de Outstanding in the Field, une série de voyages-diners à la ferme.

## Biographie
La passion pour le dessin dans le sable (et le land art) est venue à Jim en surfant. Il a réalisé comment les plages étaient des tableaux vides et a eu envie de remplir le vide.
En mars 2010, Denevan a été commissionné par The Anthropologist pour créer à large échelle un dessin sur le lac Baïkal. Ce dessin est le plus grand au monde. Un documentaire sur son voyage et travail appelé Art Hard est sorti en 2011. La version courte du film a été présentée en avant-première au Festival du film international des Hamptons et a aussi été accepté au Camel Art and Film Festival, DocNYC Film Festival, Milwaukee Short Film Festival et ION International Film Festival.

## Œuvres
Land art
Jim Denevan travaille avec des matériaux naturels pour créer des dessins à grande échelle sur le sable, la glace et le sol. Ses sculptures ne sont pas placées dans le paysage, mais le paysage est plutôt le cœur de ses créations. Son processus va au-delà du dessin et implique un processus de recherche de terre spirituelle[Quoi ?].
Jim Denevan utilise un bâton et un râteau pour dessiner sur le sable. Ses créations durent habituellement quelques heures avant d'être emportées par les marées. Les photographies aériennes ou vidéos sont nécessaires pour comprendre le travail final.